# Bawolawinda
Bawolawinda is een bestuurslaag in het regentschap Nias Selatan van de provincie Noord-Sumatra, Indonesië. Bawolawinda telt 176 inwoners (volkstelling 2010).